# Basil Brown
Basil John Wait Brown (Bucklesham, 22 gennaio 1888 – Rickinghall, 12 marzo 1977) è stato un astronomo e archeologo britannico, noto soprattutto per la scoperta di una nave funeraria anglosassone a Sutton Hoo nel 1939.

## Biografia
Basil Brown nacque a Bucklesham, nel Suffolk, figlio dell'agricoltore George Brown e Charlotte Wait. A dodici anni lasciò la scuola per aiutare il padre nella fattoria. Brown proseguì autonomamente gli studi sia grazie a lezioni serali che da autodidatta, imparando così l'astronomia, la geologia, il latino e il francese, acquisendo inoltre una conoscenza di base del greco, dello spagnolo e del tedesco. Pur non avendo superato la visita di leva, Brown diede il suo contributo allo sforzo bellico come volontario del Royal Army Medical Corps durante la prima guerra mondiale. Nel 1923 si sposò con Dorothy May Oldfield, con cui lavorò per anni come agricoltore della propria fattoria; dopo il fallimento dell'attività nel 1935 la coppia si trasferì in un cottage a Rickinghall, dove vissero per il resto della loro vita.
Nonostante la quasi totale assenza di un'educazione formale, Brown si distinse nei campi dell'archeologia e, nella prima parte della sua vita, nell'astronomia. Dal 1918 fu membro della British Astronomical Association e nei quindici anni successivi pubblicò diversi articoli accademici. Nel 1932 arrivò all'apice della sua carriera astronomica pubblicando il libro di mappe celesti Astronomical Atlases, Maps and Charts: An Historical and General Guide; l'opera ottenne un discreto successo e fu successivamente ripubblicata nel 1968. Le difficoltà economiche lo costrinsero però a ritirarsi dalla British Astronomical Association nel 1934.
Dopo l'abbandono dell'attività astronomica, Brown cominciò a dedicarsi all'archeologia, anche se la mancanza di una laurea gli impedì sempre di essere riconosciuto come archeologo, venendo assunto semplicemente come addetto agli scavi. Dai primi anni trenta strinse un proficuo sodalizio con l'Ipswich Museum, per il quale scoprì e dissotterò una villa romana. Nel 1938 fu assunto da Edith May Pretty per scavare dei tumuli nella sua proprietà a Sutton Hoo e, dopo una stagione di scavi con risultati modesti, tornò a lavorarvici nella primavera nel 1939. Qui le sue ricerche diedero risultati ben diversi e portarono alla scoperta di una barca funeraria anglosassone del VII secolo. Vista l'entità della scoperta gli scavi proseguirono in collaborazione con il British Museum. Durante la seconda guerra mondiale Brown continuò a lavorare per l'Ipswich Museum e proseguì con le sue ricerche e i suoi scavi nel Suffolk fino alla fine degli anni sessanta, portando alla luce ritrovamenti sassoni, romani e neolitici.
Morì di polmonite a Rickinghall all'età di ottantanove anni.

## Nella cultura di massa
Ralph Fiennes ha interpretato Brown nel film del 2021 La nave sepolta per la regia di Simon Stone.